# 阿根廷国徽
阿根廷国徽源於1813年，定形於1944年。呈橢圓形。雙手緊握的「自由之竿」以及竿頂的「自由之帽」是十九世紀拉丁美洲解放戰爭中愛國者的標誌；月桂花環象徵勝利。「五月太陽」象徵自由和解放。